# Bernhard Dieckmann
Bernhard Dieckmann (* 22. August 1867 in Neukloster; † 17. Dezember 1946 in Prerow) war ein deutscher Politiker (DDP).

## Leben
Dieckmann war Lehrer an der Friedrich-Franz-Knabenschule in Rostock. Er kam im Februar 1920 als Nachrücker für Hans Winterstein in den Verfassunggebenden Landtag von Mecklenburg-Schwerin.